# Patrick Melton
Patrick Melton (Champaign, Illinois, 18 de junio de 1975) es un guionista, productor y novelista estadounidense, conocido por colaboras en cintas dentro del género de horror como Cacería voraz (2005), Cacería voraz 2 (2008), Cacería voraz 3 (2009), Saw VI (2007), Saw V (2008), Saw VI (2009), Saw 3D (2010), El coleccionista (2009), El coleccionista 2 (2013) y Saw XI (2024).

## Carrera cinematográfica
En 2004, Melton ganó la tercera temporada del Proyecto Greenlight, junto con Marcus Dunstan y John Gulager. El programa de televisión se estrenó en Bravo y dio lugar a la película de terror/comedia Cacería voraz y a dos secuelas posteriores, Cacería voraz 2 y Cacería voraz 3. Sin embargo, fue la participación de Melton en Saw, la que le proporcionó reconocimiento mundial y éxito de taquilla internacional. Escribió Saw IV, Saw V, Saw VI y Saw 3D, que supusieron una recaudación mundial de casi 500.000.000 de dólares. Además, Melton escribió el thriller de allanamiento de morada The Collector, dirigido por Dunstan.
Melton y Dunstan adaptaron la novela gráfica Smoke and Guns, de Kirsten Baldock y Fabio Moon.
En otoño de 2006, Dimension Films adquirió de forma preventiva un guion para una cinta de terror/thriller de Melton y Dunstan titulado The Neighbor por seis cifras.
Además, el equipo de guionistas formado por Melton y Dunstan ha escrito para Lionsgate My Bloody Valentine 3D, Piranha 3D de Alexandre Aja, un remake de Hellraiser de Clive Barker, un remake de la clásica película de terror de William Castle The Tingler en Columbia Pictures para el productor Neal Moritz, un remake de Scanners de David Cronenberg, una adaptación cinematográfica de la antología televisiva clásica de ciencia ficción The Outer Limits para MGM, y la película de acción y aventuras Pacific Rim de Guillermo del Toro para Legendary Pictures y Warner Bros.
La secuela de la película de terror de Melton y Dunstan El coleccionista, tituladaThe Collection y dirigida de nuevo por Dunstan, comenzó a rodarse en Atlanta, GA, durante la primavera de 2011. Se estrenó en cines en 2012.

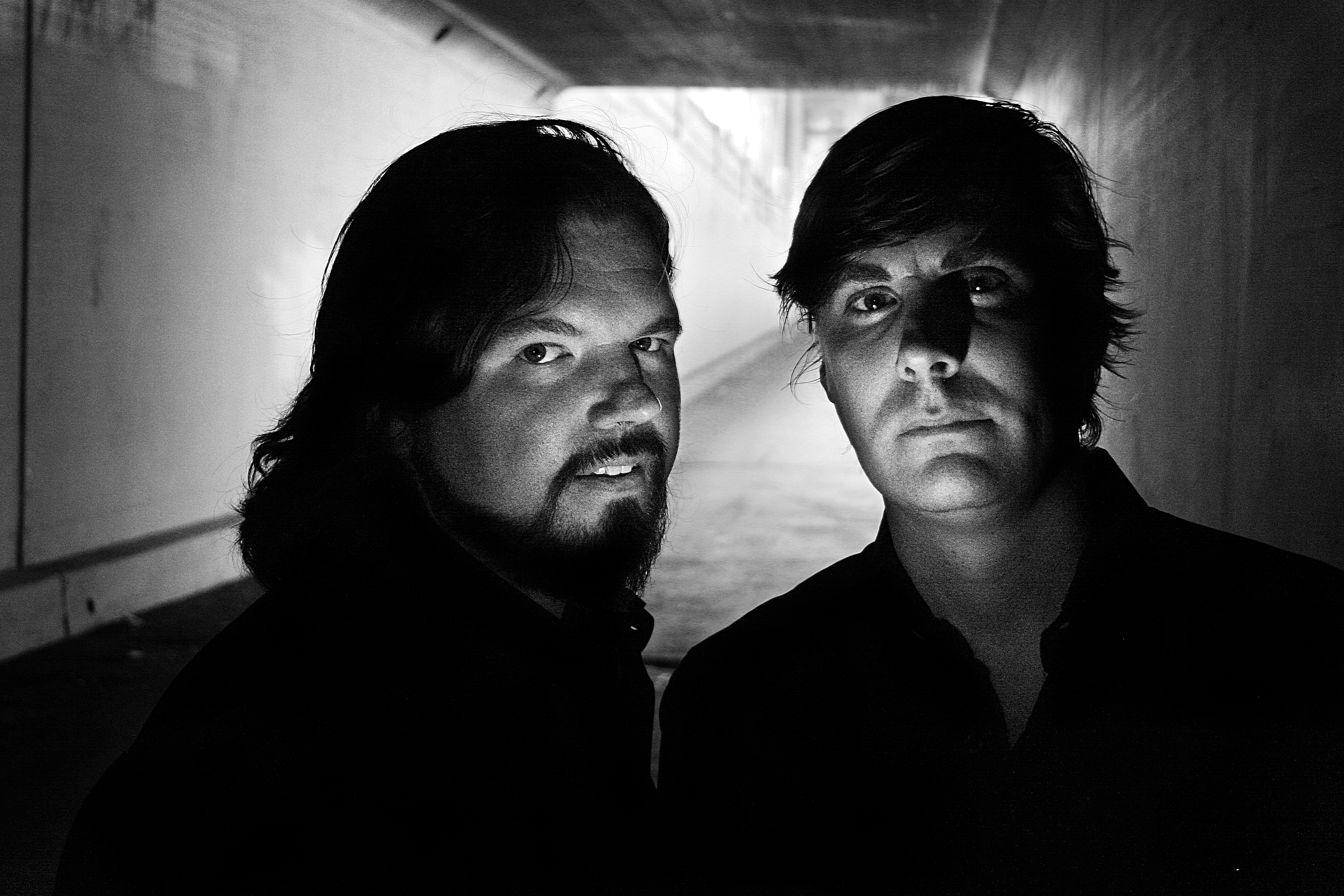
Patrick Melton (der) con Marcus Dunstan (izq).

En noviembre de 2011, se anunció que la primera novela de terror y suspense de Melton, Black Light, sería adaptada al cine con el productor Michael De Luca.
En diciembre de 2011, Melton vendió un proyecto de ciencia ficción titulado Rise a Warner Bros. junto con su socio guionista Marcus Dunstan. David Karlak se encargó de la dirección y Roy Lee de la producción.
En julio de 2012, The Hollywood Reporter informó de que Melton y Dunstan habían sido contratados para adaptar la película de acción real cancelada de God of War.
En septiembre de 2012, Deadline Hollywood informó de que Melton y Dunstan habían sido contratados para reescribir el proyecto de fantasía Waterproof para Legendary Pictures.
En junio de 2013, Melton vendió un proyecto de ciencia ficción titulado Outliers a 20th Century Fox junto con su compañero guionista Marcus Dunstan.  David Karlak se encargará de la dirección y Peter Chernin de la producción. En 2015 coescribieron un guion para la undécima entrega de Halloween,
En octubre de 2016, Melton, junto con su compañero Dunstan, fueron seleccionados para escribir la adaptación de El camino de los reyes de Brandon Sanderson.

## Filmografía

### Cine
| Año  | Título                                         | Director | Escritor | Productor | Notas               |
| ---- | ---------------------------------------------- | -------- | -------- | --------- | ------------------- |
| 2005 | Cacería voraz                                  | No       | Sí       | No        |                     |
| 2007 | Saw IV                                         | No       | Sí       | No        |                     |
| 2008 | Cacería voraz 2                                | No       | Sí       | No        |                     |
| 2008 | Saw V                                          | No       | Sí       | No        |                     |
| 2009 | Cacería voraz 3                                | No       | Sí       | No        |                     |
| 2009 | El coleccionista                               | Sí       | Sí       | No        | Debut como director |
| 2009 | Saw VI                                         | No       | Sí       | No        |                     |
| 2010 | Saw 3D                                         | No       | Sí       | No        |                     |
| 2010 | The Candidate                                  | No       | Sí       | Sí        | Short film          |
| 2012 | Piranha 3DD                                    | No       | Sí       | No        |                     |
| 2012 | El coleccionista 2                             | Sí       | Sí       | No        |                     |
| 2016 | The Neighbor                                   | Sí       | Sí       | Ejecutivo |                     |
| 2016 | Rise                                           | No       | Sí       | No        | Short film          |
| 2016 | Crazy Baby                                     | No       | Historia | No        | Short film          |
| 2017 | Naked Fury                                     | No       | Sí       | No        | Short film          |
| 2019 | Historias de miedo para contar en la oscuridad | No       | Historia | No        |                     |
| 2019 | Into the Dark                                  | Sí       | Sí       | No        | Episode: "Pilgrim"  |
| 2022 | Inhumano                                       | Sí       | Sí       | No        |                     |
| —    | All My Friends Are Dead                        | Sí       | No       | No        |                     |
| 2024 | Saw XI                                         | No       | Sí       | No        |                     |